# Средня (Болгария)
Средня (болг. Средня) — село в Болгарии. Находится в Шуменской области, входит в общину Шумен. Население составляет 335 человек.

## Политическая ситуация
В местном кметстве Средня, в состав которого входит Средня, должность кмета (старосты) исполняет Ахмед Еюбов Мехмедов (Граждане за европейское развитие Болгарии (ГЕРБ)) по результатам выборов правления кметства.
Кмет (мэр) общины Шумен — Красимир Благоев Костов (Болгарская социалистическая партия (БСП)) по результатам выборов в правление общины.